# Чекрыгин, Александр Иванович
Алекса́ндр Ива́нович Чекры́гин (1884—1942) — российский советский артист балета, балетмейстер и балетный педагог, внёсший большой вклад в сохранение дореволюционного классического балетного наследия в советское время. Заслуженный артист РСФСР (1922), заслуженный деятель искусств РСФСР (1936). Младший брат артиста балета и композитора Ивана Чекрыгина.

## Биография
Родился 26 июля (7 августа) 1884 года в Санкт-Петербурге.
Учился в Петербургском театральном училище, где его педагогами были Платон Карсавин, Николай Легат и Александр Ширяев. После выпуска в 1902 году был зачислен в императорский Мариинский театр (после революции — Государственный театр оперы и балета), на сцене которого проработал до 1923 года. Был ярким характерным актёром, преимущественно исполнял гротесковые партии. Критик А. А. Соколов-Каминский среди лучших его партий называл фею Карабос из «Спящей красавицы», Коппелиуса из «Коппелии» и Марцелину из «Тщетной предосторожности».
С 1903 года Чекрыгин занимался записью балетных танцев по системе нотнолинейной записи танца Владимира Степанова. В сотрудничестве с Николаем Сергеевым он записал хореографический текст таких спектаклей Мариинского театра, как «Лебединое озеро», «Дочь фараона», «Капризы бабочки», «Голубая георгина», а также танцев из опер «Руслан и Людмила» и «Садко». Сергеев, эмигрировавший из России в 1918 году, забрал записи с собой; в настоящее время его архив хранится в США, в Гарвардском университете.
Одновременно с артистической карьерой в 1904—1928 годах (с перерывами во время революции и гражданской войны) занимался педагогической деятельностью в родном театральном училище. В 1914 году вместе со старшим братом, балетным танцовщиком и музыкантом Иваном Чекрыгиным, открыл собственную балетную школу и там преподавал (просуществовала до 1925 года).
Балетмейстерскую деятельность начал в 1919 году, поставив в Петроградском театре оперы и балета (б. Мариинский театр) «Роман бутона розы» на музыку Р. Дриго. В 1920—1921 годах работал репетитором театра и занимался возобновлением спектаклей дореволюционного репертуара. Также поставил множество концертных номеров, в том числе бравурный «Вальс» Либлинга для Елены Люком и Бориса Шаврова, в дальнейшем неоднократно исполнявшийся на эстраде несколькими поколениями танцоров.
В 1923—1928 годах был заведующим хореографической частью и балетмейстером Малого театра оперы и балета, где ставил танцы в операх и опереттах. В 1928—1930 годах был балетмейстером Харьковского театра оперетты.
В 1930—1935 годах был артистом балета и балетмейстером Большого театра, одновременно в 1930—1941 годах преподавал в его балетном училище при театре. Совместно с Н. И. Тарасовым и В. Э. Морицем был автором методического руководства «Методика классического тренажа», изданного в Москве в 1940 году.
Награждён орденом Трудового Красного Знамени (02.06.1937 — за выдающиеся заслуги в деле развития оперного и балетного искусства).
С началом войны, в 1941—1942 годах находился в эвакуации в Ташкенте, преподавал в Ташкентском хореографическом училище.
Скончался 17 мая 1942 года в Ташкенте.

## Репертуар
Мариинский театр
- Конрад, Бирбанто, Сеид-паша, «Корсар» М. Петипа
- Абдерахман, "Раймонда"М. Петипа
- Гренгуар и Квазимодо, «Эсмеральда»
- Кассандр и Пьеро, «Карнавал» М. Фокина
- Арап и Фокусник, "Петрушка М. Фокина
- Пьеро, «Арлекинада»
- Раджа, «Баядерка» М. Петипа
- фея Карабос, «Спящая красавица» П. И. Чайковского, хореография М. Петипа
- Коппелиус, «Коппелия» Л. Делиба
- Марцелина, «Тщетная предосторожность»

## Постановки
Петроградский театр оперы и балета
- 1919 — «Роман бутона розы» Мариуса Петипа на музыку Дриго (Роза — Елена Смирнова)
- 19 сентября 1920 — «Египетские ночи» Михаила Фокина, совместно с Фёдором Лопуховым
- 23 апреля 1922 — «Капризы бабочки» Мариуса Петипа на музыку Кроткова
- 1922 — «Шубертиана»
- 6 мая 1923 — «Египетские ночи» Михаила Фокина, совместно с Фёдором Лопуховым
- «Вальс» на музыку Либлинга (для Елены Люком и Бориса Шаврова)

Малый театр оперы и балета
- танцы в операх «Кармен» и «Снегурочка»
- оперетта «Цыганский барон»
- оперетта «Корневильские колокола»

Большой театр
- 1931 — «Комедианты» Р. М. Глиэра
- 1931 — танцы в опере «Руслан и Людмила»
- 18 апреля 1932 — «Щелкунчик» Льва Иванова, совместно с Александром Монаховым (спектакль МХУ)
- 20 марта 1936 — «Спящая красавица», совместно с Асафом Мессерером

## Ученики
Среди учеников Александра Чекрыгина были Марина Фоминична Нижинская, сестра по отцу Вацлава и Брониславы Нижинских, оставшаяся в СССР и впоследствии также преподававшая, балерина Галина Петрова.